# Cussay
Cussay är en kommun i departementet Indre-et-Loire i regionen Centre-Val de Loire i de centrala delarna av Frankrike. Kommunen ligger i kantonen Descartes som tillhör arrondissementet Loches. År 2022 hade Cussay 567 invånare.

## Befolkningsutveckling
Antalet invånare i kommunen Cussay
Referens:INSEE